# Comté d'Allegany (Maryland)
Pour les articles homonymes, voir Comté d'Allegany.
Le comté d'Allegany (anglais : Allegany County) est un comté situé dans le nord-ouest de l'État du Maryland aux États-Unis. Le siège du comté est à Cumberland. Selon le recensement de 2020, sa population est de 68 106 habitants.

## Géographie
Le comté d'Allegany a une superficie de 1 113 km2, dont 1 102 km2 de terres. 

### Comtés adjacents
- Comté de Somerset, Pennsylvanie (nord)
- Comté de Bedford, Pennsylvanie (nord)
- Comté de Fulton, Pennsylvanie (nord)
- Comté de Washington (est)
- Comté de Morgan, Virginie-Occidentale (sud)
- Comté de Hampshire, Virginie-Occidentale (sud)
- Comté de Mineral, Virginie-Occidentale (sud)
- Comté de Garrett (ouest)